# Harry Ludewig
Harry Ferdinand Christian Carl Martin Ludewig (* 3. September 1874 in Rostock; † 9. Juli 1950 in Neustrelitz) war ein deutscher Verwaltungsjurist und Beamter. 1928 war er für kurze Zeit Staatsminister in Mecklenburg-Strelitz.

## Leben
Harry Ludewig, Sohn des Schiffbaumeisters und Werftbesitzers Otto Ludewig (1826–1901), besuchte die Große Stadtschule Rostock. Er studierte ab 1893 Rechts- und Staatswissenschaften an den Universitäten Würzburg, Kiel und Rostock. von Seit 1894 war er Mitglied des Corps Rhenania Würzburg und seit 1895 des Corps Holsatia.
Seinen Vorbereitungsdienst absolvierte er von 1898 bis 1903 in Rostock und Parchim. Danach war er bis 1905 als Gerichtsassessor beim Landgericht Neustrelitz tätig und wurde 1904 in Rostock promoviert. 
Ab 1906 war er Hilfsarbeiter bei der Landesregierung von Mecklenburg-Strelitz, später Regierungs- bzw. Ministerialassessor. Von 1909 bis 1919 war er als Ministerialrat, danach bis 1924 als Geheimer Ministerialrat und schließlich bis 1934 als Ministerialdirektor tätig. 1928 führte er gemeinsam mit Erich Cordua im Beamtenministerium die Regierungsgeschäfte im Freistaat Mecklenburg-Strelitz. 1929 wurde er zum Präsidenten des Landesverwaltungsgerichtes Neustrelitz ernannt. Nach dem Zusammenschluss mit Mecklenburg-Schwerin leitete er 1934 die Abwicklungsstelle des Ministeriums in Neustrelitz. Im folgenden Jahr wurde pensioniert.
Nach dem Zweiten Weltkrieg war er 1945 im Landratsamt des Kreises Stargard tätig. Von 1946 bis 1950 arbeitete er als Rechtsanwalt und Notar.
Harry Ludewig fand auf einer Familienstelle in Rostock seine letzte Ruhe. Michel Wolfgang Ludewig (1912–2005), der sich als Exil-Mecklenburger vielfältige Verdienste um die mecklenburgische Traditions- und Heimatpflege erworben hat, war sein Sohn.